# يو إس إس بير
يو إس إس بير (بالإنجليزية: USS Bear)‏ كانت سفينة مُزدوجة تعمل بالبخار والقوارب الشراعية بنيت سميكة من الجانبين ستة-بوصة (15.2 سـم)، والذي جعل لها عمر طويل في مُختلف المناطق المُحيطة بالمياه الباردة والثلج. كانت رائدة في مجال كاسحات الجليد الحديثة وكان تقدم خدمات مُتنوعة. ووفقًا للموقع الرسمي لخفر السواحل في الولايات المتحدة، فإن بير قد وُصفت «بأنها ربما تكون السفينة الأكثر شهرة في تاريخ خفر السواحل».